# Adrian Elrick
Adrian Coroon Elrick (Aberdeen, 29 de setembro de 1949) é um ex-futebolista escocês naturalizado neozelandês, que atuava como defensor.

## Carreira
Adrian Elrick fez parte do elenco da histórica Seleção Neozelandesa de Futebol da Copa do Mundo de 1982. 